# Jelle Nijdam
Jelle Nijdam (nacido el 16 de agosto de 1963 en Zundert) es  un exciclista neerlandés, profesional entre los años 1984 y 1996, durante los cuales logró 104 victorias. Su padre, Henk Nijdam, también fue ciclista profesional.

## Palmarés
| 1984 - 1 etapa del Tour de Olympia 1985 - Tour de Luxemburgo - Gran Premio Raymond Impanis - 2 etapas de la Vuelta a Suecia - 1 etapa de la Vuelta a Bélgica 1986 - 1 etapa de la Vuelta a los Países Bajos - 1 etapa de la Vuelta a Dinamarca - 1 etapa de la Vuelta a Suecia - 1 etapa del Tour de Luxemburgo 1987 - 1 etapa del Tour de Francia - A través de Flandes - Tour de l'Oise, más 1 etapa - 1 etapa de la Vuelta a Dinamarca - 1 etapa de la Vuelta a Suecia - 1 etapa de la Vuelta a los Países Bajos - 1 etapa de los Cuatro Días de Dunkerque 1988 - 1 etapa del Tour de Francia - Amstel Gold Race - 1 etapa de la Vuelta a Asturias - 2 etapas de la Vuelta a los Países Bajos 1989 - 2 etapas del Tour de Francia - 1 etapa de la Vuelta a Asturias - París-Tours - París-Bruselas - Delta Profronde - 1 etapa de la Vuelta a Suecia - 1 etapa de la Vuelta a los Países Bajos - 1 etapa del Tour de l'Oise - 1 etapa del Tour de Irlanda - Acht van Chaam | 1990 - 1 etapa del Tour de Francia - Vuelta a los Países Bajos, más 1 etapa - 1 etapa de la Vuelta a Murcia - 2 etapas de los Cuatro Días de Dunkerque - Binche-Tournai-Binche - 2 etapas de la Vuelta a Suecia 1991 - 1 etapa del Tour de Francia - 2 etapas del Tour del Mediterráneo - Tres días de La Panne, más 2 etapas - 1 etapa de la Vuelta a los Países Bajos 1992 - Vuelta a los Países Bajos, más 2 etapas - 1 etapa de la Vuelta a España - 1 etapa de la Vuelta a Aragón - GP Eddy Merckx 1993 - 1 etapa de la Vuelta a Asturias - 1 etapa de los Tres días de La Panne - 1 etapa del Tour DuPont 1994 - Campeonato de Flandes - De Kustpijl Heist 1995 - Vuelta a los Países Bajos, más 1 etapa - 1 etapa de la Vuelta a Aragón - A través de Flandes - Tour de l'Oise, más 1 etapa - Binche-Tournai-Binche 1996 - 3.º en el Campeonato de los Países Bajos Contrarreloj - Delta Profronde |

## Resultados en Grandes Vueltas y Campeonato del Mundo
| Carrera         | 1984 | 1985  | 1986 | 1987  | 1988  | 1989  | 1990  | 1991  | 1992  | 1993  | 1994 | 1995 | 1996 |
| --------------- | ---- | ----- | ---- | ----- | ----- | ----- | ----- | ----- | ----- | ----- | ---- | ---- | ---- |
| Giro de Italia  | -    | -     | -    | -     | -     | -     | -     | -     | -     | -     | -    | -    | -    |
| Tour de Francia | -    | 115.º | Ab.  | 124.º | 122.º | 121.º | 127.º | 117.º | 113.º | 129.º | -    | Ab.  | -    |
| Vuelta a España | -    | -     | -    | -     | -     | -     | -     | Ab.   | 103.º | -     | -    | -    | -    |
| Mundial en Ruta | -    | -     | -    | -     | -     | -     | -     | -     | -     | -     | -    | -    | -    |